# سماق آفریقایی
سماق آفریقایی (نام علمی: Rhus chirindensis) نام یک گونه از سرده سماق است.